# 武生房栄
武生 房栄（たけふ ふさえ、1867年4月25日（慶応3年3月1日） - 1945年9月7日）は、日本の女性医師。明治期からすくなくとも1920年（大正9年）まで、福井県内で活動していた女性医師は1名のみであり、この間、武生は県内ただ一人の女性医師であった。
近江国高島郡（現・滋賀県）に生まれる。済生学舎（後に東京医学専門学校済生学舎、日本医科大学の前身）に学び、1891年（明治24年）に24歳で医術開業試験に合格し、女性医師として日本で12番めに医籍登録した。
1893年（明治26年）福井県敦賀郡中郷村（現・敦賀市）堂の武生慶哲と結婚。同地で主に眼科を専門として開業し、西愛発・中愛発・東愛発などの近隣小学校の校医も務めた。1932年（昭和7年）に滋賀県高島郡海津村（現・高島市）へ転居するが、1944年に再び中郷村堂に帰り、翌年78歳で亡くなるまで地域医療に従事した。